# Saison 2010-2011 de l'AJ Auxerre
Maillots
Chronologie
Saison précédente Saison suivante
La saison 2010-2011 est la trente et unième consécutive de l'AJ Auxerre parmi l'élite. Elle voit le club s'engager dans quatre compétitions que sont la Ligue 1, la Coupe de France, la Coupe de la Ligue et la Ligue des champions.
Après trois saisons sans jouer de coupe européenne, l'AJ Auxerre retrouve l'Europe à travers la Ligue des champions. Grâce à une 3e place obtenue sur le fil la saison passée, l'AJA commence la compétition au tour de barrages où elle réussit l'exploit de renverser la « montagne russe » du Zénith Saint-Pétersbourg. Placée dans le groupe de la mort avec le Real Madrid CF, le Milan AC et l'Ajax Amsterdam, le miracle ne se réalise pas une nouvelle fois, malgré une victoire face au club hollandais, et l'équipe termine dernière de sa poule.
Auxerre réalise également un bon parcours en Coupe de la Ligue en atteignant les demi-finales. Ce trophée, qui manque toujours au club, devient alors un objectif, mais la défaite face à Marseille brise ce rêve.

## Histoire

### Intersaison
Deux auxerrois participent à la coupe du monde de 2010. Il s'agit du slovène Valter Birsa et de Stéphane Grichting qui porte les couleurs de la Suisse. Birsa participe aux trois matchs du premier tour où il en profite pour marquer un but d'une belle frappe de vingt mètres contre les États-Unis. Mais cela ne suffit pas et son équipe n'atteint pas les huitièmes de finale. Grichting suit le même chemin en ne sortant pas des poules, malgré de bonnes prestations et une victoire historique contre l'Espagne.
À l'occasion du retour du club sur la scène européenne, se pose la question de la conformité du Stade Abbé-Deschamps pour accueillir des matchs de Ligue des champions. Dans cette optique, des travaux sont réalisés avec notamment la pose d'un système de chauffage et l'agrandissement de la tribune de presse. De plus, Groupama devient partenaire officiel du club pour une durée de trois ans. Ainsi, la marque apparait sur les maillots des joueurs et la tribune Vaux est rebaptisée tribune Groupama. Pour la même raison, la tribune Tennis est renommée tribune Société Générale.
Dès la fin de la saison 2009-2010, Alain Dujon, annonce comme objectif une place dans le premier tiers de Ligue 1. Cependant, et dans la tradition de l'AJ Auxerre, l'entraîneur annonce viser d'abord le maintien, puis éventuellement « être dans les dix premiers ».

#### Transferts
Jean Fernandez ayant été élu meilleur entraineur de Ligue 1 l'an passé, il est convoité par d'autres club comme les Girondins de Bordeaux. Cependant, le soir de la victoire à Sochaux qui offre la qualification pour le tour de barrages de la Ligue des champions, il annonce rester au club. Il souhaite alors garder l'ossature de l'équipe avec en tête Benoît Pedretti et Ireneusz Jelen, qui lui a annoncé sa volonté d'aller voir ailleurs. Daniel Niculae, en fin de contrat, ne prolonge pas et rejoint l'AS Monaco pour trois ans.
Le chantier de l'AJA est donc de reconstruire son secteur offensif. Pour cette raison, Lynel Kitambala et Steeven Langil, en prêts la saison précédente en Ligue 2 où ils ont réalisé une saison convaincante, font leur retour dans l'effectif auxerrois. Ce dernier prolonge même son contrat jusqu'en 2013. Anthony Le Tallec, annoncé depuis plusieurs semaines pour remplacer Niculae, rejoint officiellement le club la veille de la reprise de l'entrainement pour la somme d'environ 3 millions d'euros plus le transfert définitif de Moussa Narry en direction du Mans. De plus, le coach exprime l'envie de voir arriver le milieu lillois Ludovic Obraniak qu'il avait entraîné à Metz. Affirmant même qu'il s'agirait de la dernière recrue du mercato en précisant « Soit on prend Obraniak, soit on ne prendra personne ». Finalement, Obraniak prolonge son contrat à Lille et ne rejoint donc pas Auxerre.
Alors qu'à son retour de prêt il fait partie des projets de l'entraineur, Kitambala refuse une prolongation de contrat (son contrat se termine en juin 2011). Ce qui l'entraine à jouer les premiers matchs de la saison avec la CFA. Mais le 20 août, il signe au FC Lorient.
À la suite de la qualification en Ligue des champions, l'entraineur émet le souhait de se renforcer avec deux ou trois recrues afin de jouer sur tous les tableaux. Finalement, seul le Vannetais Frédéric Sammaritano signe dans les dernières heures du mercato.

#### Matchs amicaux
Dans le contexte du stage en Allemagne, les Auxerrois disputent un match amical contre Sarrebruck qui se solde par un match nul 2-2 alors qu'Auxerre menait 2-0 en début de seconde période. Cette rencontre est marquée par le premier but d'Anthony Le Tallec sous son nouveau maillot sur une passe de Roy Contout.
Lors du second match contre Tours, l'AJA s'impose 1-0 grâce cette même combinaison.
Face à Troyes (0-0), l'équipe ne semble pas encore prête physiquement, notamment au cours de la seconde période où l'AJA donne l'impression d'être fatiguée. Pour son match contre Créteil, l'AJA aligne une équipe "rajeunie" avec seulement 2 cadres (Sorin et Birsa). La défaite 1-2 n'est donc qu'anecdotique.
Lors de son retour à la compétition contre le Standard de Liège, Jeleń (qui avait été blessé pour les matchs précédents) retrouve le chemin des filets pour égaliser après un but encaissé dès la 3e minute de jeu. Puis Hengbart, toujours aussi offensif, porte le score à 1-2 la minute suivante. Pour son dernier match amical, l'AJA chute lourdement (3-1) face à Kaiserslautern malgré l'alignement de l'équipe type et de l'ouverture du score par Birsa sur coup franc. La meilleure défense du précédent exercice n'avait plus l'habitude d'encaisser 3 buts dans un match.

### Début de saison compliqué et exploit en Ligue des champions

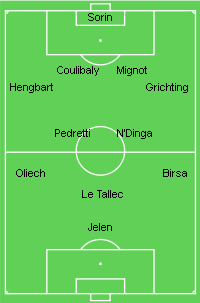
Equipe type du début de saison.

Le premier évènement de la saison pour l'AJA est le tirage au sort de son adversaire pour le tour de barrages de la ligue des champions. Avec son faible indice UEFA (19.748), elle hérite du Zénith Saint-Pétersbourg. Selon Jean Fernandez, « c'est le pire des tirages ». En effet, après 15 journées, ils sont invaincus et en tête de leur championnat.
En attendant, Auxerre débute en Ligue 1 face à Lorient (2-2) dans un match au cours duquel Le Tallec marque son premier but en match officiel avec sa nouvelle équipe. On notera la passivité de la défense sur les deux buts Lorientais, mais également que l'AJA a déjà autant de points que l'année dernière après la 4e journée.
Face à Brest, et la tête déjà en Russie, Auxerre réalise une piètre prestation lors de la première periode, ne se créant quasiment aucune occasion et affichant un manque d'automatismes. Cependant, au retour des vestiaires l'équipe montre un visage plus séduisant avec une période clairement auxerroise et est récompensée par un nouveau but de Pedretti. 
Le lendemain, l'équipe s'envole pour la Russie où on lui annonce un calvaire. Et le match commence d'ailleurs bien mal, puisque pour la troisième fois consécutive, Auxerre encaisse un but dans la première demi-heure. Mais l'AJA se reprend en fin de première période avec une frappe sur la barre transversale de Dennis Oliech. Dans la seconde période, Auxerre se procure plusieurs occasions sans réussir à faire trembler les filets. Le Zénith s'impose 1-0 mais n'a pas été aussi dominateur qu'attendu. Globalement, les Bourguignons ont réalisé un match convaincant et auraient même pu espérer un match nul. L'espoir d'une qualification en phase de poule reste donc possible pour le match retour à l'Abbé-Deschamps.
Avant le match retour, Auxerre accueille Valenciennes. Les Icaunais font une meilleure entame de match, mais concèdent à nouveau l'ouverture du score avant d'égaliser trois minutes plus tard grâce au premier but de la saison de Jelen.
Le mercredi 25 août, L'AJA reçoit le Zénith dans un Abbé-Deschamps en délire avec l'objectif d'atteindre la phase de groupes pour la 3e fois de son histoire. Devant combler un retard d'un but, elle remet rapidement les compteurs à zéro grâce à un but d'Hengbart (lui qui avait déjà offert la qualification pour ce tour la saison dernière) consécutif à un corner de Pedretti dès la 9e min. Jelen double la mise (53e) et permet à Auxerre d'être virtuellement qualifiée, à nouveau à la suite d'un corner du milieu défensif. Les russes perdent alors leur sang-froid et finissent la rencontre à 9. Ces derniers poussent dans les derniers instants, mais la défense d'Auxerre tient et se qualifie sur le score de 2-1 cumulé. L'équipe a livré une prestation totalement à l'opposé de ses matchs de championnat en élevant sa qualité de jeu et obtient une qualification méritée. Les médias relatent cette performance comme un véritable "exploit". Avec cette victoire 2-0, Auxerre met fin à l'invincibilité du Zénith et pour la première fois de la saison, n'encaisse pas de but. 
Le lendemain, le tirage au sort, où Auxerre est dans le dernier chapeau, révèle pour adversaires les clubs du Milan AC, du Real Madrid et de l'Ajax Amsterdam. Les Icaunais font office de petit poucet dans ce "groupe de la mort" qui compte les vainqueurs de 20 titres de C1.
Malgré l'épuisement lié à cette double confrontation, Jean Fernandez décide de ne pas faire de turn-over et l'équipe perd 2-0 à Monaco, notamment sur un but de l'ancien ajaïste Daniel Niculae. Auxerre se retrouve alors à la dix-neuvième place, comme l'année dernière à la même époque, mais avec deux points de plus.

### La série noire continue
Après la trêve internationale et quatre jours avant le déplacement à Milan, Auxerre reçoit Caen. Jean Fernandez décide de ménager les internationaux (Jelen, Birsa et Grichting) avec, en particulier, la titularisation de Steeven Langil. Il souhaite quand même voir son équipe empocher les trois points pour la confiance. C'est ce qu'elle croit faire en ouvrant le score par Pedretti. Mais les caennais égalisent à la 92e. Auxerre reste donc en fin de classement et prend un coup sur la tête avant le match de Ligue des champions.
Le 15 septembre, Auxerre commence la troisième phase de groupe de son histoire au Stade Giuseppe-Meazza. Jean Fernandez crée une surprise avec sa composition d'équipe en titularisant Langil à gauche et en remplaçant Le Tallec par Birsa en neuf et demi. Le match débute plutôt bien puisque Auxerre résiste face à Milan. Mieux que ça, à la suite d'un corner, Coulibaly place un tir sur la barre transversale de Abbiati. Les joueurs procèdent alors en contre et c'est peu avant la pause que Langil manque le tournant du match en tenant une frappe alors que Hengbart et Jelen se trouvaient seuls au point de pénalty. Mais c'est sur un score de 0-0 que la mi-temps est sifflée. En seconde période, Les italiens se réveillent et font parler la technique. En effet, à la demi-heure de jeu, et en trois minutes, Ibrahimović marque un doublé et met fin aux espoirs des Icaunais.
Pour la 6e journée de Ligue 1, Auxerre se déplace à Lille. Alors que les joueurs ont longtemps cru tenir le point du match nul, Sow marque un but sur hors-jeu à la 90e. Le réalisme[Quoi ?] et la réussite qui ont accompagné les Auxerrois la saison dernière semble décidément les avoir quittés.
En raison des mauvaises performances de son attaque depuis le début de saison et du manque d'entente entre Jelen et Le Tallec, Fernandez place Le Tallec sur le banc et rappelle à Jelen qu'il faut « qu'il se remobilise ». Cependant, nouveau coup dur pour l'AJA, Le Tallec se blesse à l'entrainement et est indisponible pour 2 mois.
En plus de l'absence de Le Tallec, Auxerre doit se passer de Jelen pour la réception de Nancy. Dennis Oliech prend alors sa place à la pointe de l'attaque, soutenu par Roy Contout. Pari gagnant puisqu'il marque dès la première minute sur une passe de Contout puis double la mise à la 11e grâce à une défense Nancéienne assez fébrile. Mais l'équipe n'arrive pas à tenir le score et encaisse deux buts avant même la mi-temps. Le score ne bouge plus (2-2), et c'est une nouvelle fois la tête basse que les joueurs quittent le terrain.
Entre deux matchs, le tirage au sort des huitièmes de finale de la Coupe de la Ligue désigne pour adversaire le club de national du SC Bastia qui vient d'éliminer Sochaux au tour précédent. La rencontre aura lieu à domicile.
Auxerre accueille le Real Madrid pour la deuxième journée de la Ligue des champions. Une euphorie partagée par les médias naît autour de la réception d'un des plus grands clubs européen. Pour la composition, Jean Fernandez surprend à nouveau en titularisant Kamel Chafni en soutien d'Oliech. En fin de match, Alain Traoré, premier match en équipe première cette saison, entre en jeu et est tout près d'ouvrir le score sur un but contre son camp à la suite d'un centre détourné par Pepe. Mais comme face au Milan, ce manque de réalisme[Quoi ?] se paye cher puisque Ángel Di María, entré à la 74e, marque sept minutes plus tard à la suite d'une action litigieuse : un contrôle de la main de Sergio Ramos.
La Ligue des champions et le turn-over qu'elle implique permet de revoir des joueurs qui n'entraient plus dans les plans de l’entraîneur tels que Chafni ou Traoré.
Les bourguignons commencent bien le mois d'octobre puisqu'ils empochent les trois points pour la première fois de la saison. Et quel meilleur adversaire pour se relancer que l'AC Arles-Avignon qui reste sur 7 défaites consécutives en Ligue 1. Traoré, titulaire pour récompenser sa bonne rentrée face au Real, marque son premier but avec l'AJA qui s'impose 0-4. Jean Fernandez, contrairement à son habitude, effectue ses trois changements avant la 80e. Auxerre se reprend bien après sa déconvenue face au Real et avant la coupure internationale.

### L'AJA se relance
Pour la 9e journée, face à Bordeaux, Auxerre se voit priver de nombreux joueurs offensifs. Apathique pendant la première période, l'équipe encaisse un but sur une succession de corner. En revanche, la seconde période voit une domination de l'AJA, mais sans réussir à trouver la faille. Bordeaux met fin à une série de 14 matchs sans défaite à domicile (0-1).
Avant sa confrontation face à l'Ajax, les joueurs auxerrois croient encore en leurs chances de se qualifier pour les huitièmes de finale. Mais dès le début du match, la différence de niveau entre les deux formations se fait sentir. L'équipe locale ouvre la marque sur sa première occasion. Puis Auxerre subit, malgré un but refusé de Contout. Vers l'heure de jeu, l'expulsion d'Ooijer et le but de Birsa sur le coup franc qui suit, permet à l'AJA d'espérer encore un résultat à Amsterdam. Mais Oliech, en marquant de la main, se voit expulsé. Les auxerrois, ne parvenant pas à trouver la faille, s'énervent et Mignot, alors à l'échauffement, reçoit un carton rouge à son tour. L'Ajax s'impose donc 2-1, avec le premier but de l'AJA dans cette Ligue des champions.
Malgré l'hécatombe de blessé, l'équipe réagit bien pour son déplacement au Parc des Princes, bien qu'elle encaisse le but le plus rapide de la saison après 50 secondes de jeu. Mais en 25 minutes, Auxerre réussit à égaliser et même à porter le score à 1-3. Julien Quercia, première fois titulaire depuis plusieurs mois, marque un but. En seconde période, Paris se fait plus menaçant, et parvient à réduire le score sur pénalty. Mais grâce notamment à un Sorin décisif, Auxerre parvient à empocher les 3 points.
Fin octobre se déroulent les huitièmes de finale de la Coupe de la Ligue avec l'entrée en lice d'Auxerre face à Bastia. L’entraîneur fait reposer ses cadres en titularisant Riou, Sammaritano et Bourgeois et fait rentrer Ntep après une demi-heure de jeu, pour son premier match pro. Les Auxerrois n'ont pas le temps de douter puisqu'ils ouvrent le score dès la 9e minute par un nouveau but de Quercia. Puis Sammaritano marque un doublé pour sa première titularisation avec les couleurs ajaïste. Les Bastiais, réduits à 9 pendant près d'une heure (Oliech, après avoir été responsable de trois expulsions contre le Zénith et l'Ajax, est l'auteur d'une quatrième en se faisant tacler par Sans), parviennent malgré tout à faire trembler le poteau de Riou. L'AJA s'impose finalement 4-0 et se qualifie pour les quarts de finale. Dans la foulée du match, le tirage au sort désigne comme prochain adversaire, l'AS Saint-Étienne.
Pour le compte de la 11e journée, Auxerre reçoit Nice afin de bonnifier sa victoire au parc des Princes. L'AJA domine globalement les 45 premières minutes. Mais il faut attendre la fin de la période pour qu'elle soit concrétisée par un but de Birsa. Puis Pedretti délivre l'équipe en marquant son 5e but alors que les Niçois poussent au cours de la seconde phase. À noter, les rentrées intéressantes de Sammaritano et de Chafni. Finalement, et avec une troisième victoire consécutive toutes compétitions confondues (avec 9 buts marqués), l'AJA se reprend bien après son début de saison compliqué.
Dans le match de la dernière chance pour la qualification en huitièmes, l'AJA reçoit l'Ajax. Sammaritano est titularisé en soutien de Quercia, les deux joueurs en forme du moment. Ce choix s'avère payant puisque l'ancien vannetais marque son premier but en Ligue des champions dès la 9e minute de jeu sur une passe de Quercia. Pendant toute la première période, l'AJA joue bien et fait déjouer les tentatives de l'Ajax. Mais au retour des vestiaires, cette dernière pousse, accumule les occasions et pense faire le plus dur en égalisant à la 79e face à une équipe épuisée. Mais l'AJA se reprend et Langil offre la victoire aux siens (2-1). Grâce à cette victoire et le match nul entre Milan et Réal, Auxerre se replace au moins dans la course à la qualification en Ligue Europa. On remarque que l'équipe s'améliore de matchs en matchs au fil de la compétition.
Les médias soulignent la bonne prestation de l'AJA alors que ses meilleurs joueurs offensifs sont blessés et qu'elle aligne une attaque "Ligue 2".
En déplacement à Sochaux, l'équipe peut aligner une cinquième victoire de rang. Et cela commence bien puisque Sammaritano, qui rend parfaitement la confiance que lui accorde le coach depuis quelques matchs, marque son quatrième but en trois titularisations (la première en Ligue 1). Après la pause, les Sochaliens trouvent par deux fois les poteaux de Sorin avant de finalement égaliser (1-1) à huit minutes du terme de la rencontre. L'AJA, fatiguée par l’enchaînement des matchs, récolte malgré tout un bon point au Stade Auguste-Bonal.
Auxerre ouvre le bal des quarts de finale de la Coupe de la Ligue face à Saint-Etienne. Dans un match plutôt équilibré, la décision se fait sur deux pénaltys obtenus par Contout (qui touche également la transversale) qui permettent à l'AJA d'atteindre le dernier carré de la compétition. Malgré des tribunes de l'Abbé-Deschamps bien vides, ce match est la seconde meilleure audience historique de la TNT avec près d'1,8 million de téléspectateurs, juste derrière le match du tour précédente entre ces mêmes stéphanois et Bordeaux. Parallèlement à cette confrontation, Benoit Pedretti et Cédric Hengbart, péconvoqués pour le prochain match de l'équipe de France et malgré leurs bonnes prestations depuis plusieurs mois, ne sont pas retenus dans la liste de Laurent Blanc. Le lendemain, le tirage au sort désigne à nouveau un match à domicile, face à l'Olympique de Marseille.
Pour son neuvième match en un mois, l'AJA encaisse à nouveau un but dans les dernières minutes. Mais c'est sans compter sur un nouveau coaching gagnant de la part de Jean Fernandez puisque Quercia marque le but de la victoire quelques secondes après son entrée. En dépit de l'absence de nombreux joueurs essentiels, les remplaçants continuent de jouer leur rôle. Et dans ce championnat extrêmement serré, ils permettent à Auxerre de remonter à la 9e place en étant seulement à 4 points de la première place, mais également à autant de points de la 19e.

### La fin du rêve européen et le retour des complications en championnat
Après les matchs amicaux internationaux, la Ligue 1 reprend ses droits et Auxerre se déplace à Saint-Étienne, deux semaines après avoir battu cette même équipe en Coupe de la Ligue. Le début du match est plutôt à l'avantage des locaux, mais Auxerre réussit à marquer un but sur une de ses premières occasions. Celui-ci met un coup sur la tête des Stéphanois jusqu'à la fin de la première période. Mais au retour des vestiaires, les verts égalisent rapidement et le deuxième acte est plutôt à la faveur de ces derniers. Finalement, le match se termine sur ce score de parité (1-1). L'hécatombe continue côté auxerrois puisqu'au cours de ce match, N'Dinga se fait tacler et doit quitter ses coéquipiers dès la 10e minute. Son remplaçant, Jérémy Berthod, se blesse également et sort lors de la mi-temps. Avec ces blessures et la suspension de Mignot pour deux matchs de Ligue des champions, Dudka doit jongler entre les places de latéral gauche et latéral droit.
Le Milan se déplace sur les bords de l'Yonne pour la 5e journée de Ligue des champions. Annoncés pourtant absents, N'Dinga, Langil et Hengbart reviennent de blessures. Si les Auxerrois veulent encore croire à la qualification, ils doivent absolument l'emporter face au leader de Série A. Le match débute d'ailleurs plutôt bien pour eux puisqu’ils parviennent à maîtriser les Rossoneri pendant plus de 20 minutes. Le match s'équilibrant alors peu à peu. L'arbitre, le même qui avait arbitré le match retour face au Zénith, et malgré les nombreuses fautes italiennes, ne sort pas de cartons. Auxerre peut également obtenir un pénalty à la suite d'une main dans la surface, mais Monsieur Skomina, en décide autrement. Pour la deuxième période, les Icaunais, comme à leur habitude, lèvent le pied. Ils tirent davantage au but et cadrent plus, mais pêchent dans la finition. Ibrahimovic, encore lui, débloque la situation à l'heure de jeu (comme au match aller) avant que Ronaldinho n'achève les espoirs auxerrois à la 91e. Le réalisme italien, sans forcer, a encore parlé. Les espoirs de qualification pour les huitièmes de finale sont anéantis. Il reste cependant une lutte à distance avec l'Ajax pour la 3e place synonyme de repêchage en Ligue Europa. Pour cela, ils devront faire au moins un match nul au stade Santiago Bernabéu, ce qui s'annonce très compliqué. Mauvaise nouvelle, Hengbart, insuffisamment remis de sa blessure, se blesse à nouveau. On l'annonce indisponible jusqu'à la trêve hivernale. Chafni, qui joue habituellement au milieu de terrain, est repositionné en latéral droit.
Cinq jours plus tard, Auxerre reçoit une équipe de Toulouse qui reste sur 3 défaites consécutives. C'est pourtant les visiteurs qui ouvrent le score dès la 8e minute de jeu. L'AJA se reprend en touchant les montants par l’intermédiaire de Julien Quercia. Sur un corner offensif, Grichting tente un tir, qui contré, permet à Toulouse de contre-attaquer et de marquer le but du 0-2. L'AJA vient de prendre deux buts sur deux contres. Ces deux buts relancent d'ailleurs le débat quant à l'aspect décisif de Sorin cette saison. Dès la pause, Jean Fernandez fait rentrer Sammaritano et Oliech qui permettent à l'AJA de mieux maîtriser le match. Mais malgré la réaction en deuxième mi-temps et la réduction de l'écart par Traoré, les Icaunais ne peuvent empêcher la défaite. Mauvais match de la part de l'équipe, sans doute le contre-coup de l'élimination à la course aux 8es de la Ligue des champions. Et mauvaise opération qui signifie la fin d'une série de cinq matchs sans défaites en L1 et la rechute dans la seconde partie de tableau. À noter la présence de Jessie Londas, joueur fréquentant habituellement la CFA2, sur le banc de touche à la suite de la cascade de blessures que subit l'équipe.
Pendant un entraînement, Delvin Ndinga se blesse lui aussi. Il ne devrait revenir sur les terrains qu'en janvier. C'est donc sans lui que l'équipe se déplace à Lens, où elle renouvelle un match poussif. Il faut attendre les dernières minutes pour que Mignot parvienne à arracher le point du match nul (1-1) sur un corner inexistant. Avec ce résultat, les bourguignons stagnent à la 13e place avec deux points en trois matchs.
Face à Madrid, Auxerre joue sa dernière carte pour continuer son parcours européen. Il lui faut faire un résultat contre l'équipe de José Mourinho, suspendu pour l'occasion. Mais très vite, l'espoir s'évapore du côté auxerrois avec l'ouverture du score de Benzema. Malgré tout, dans un stade où les supporters auxerrois se font plus entendre que les locaux, l'AJA parvient à se montrer dangereuse. À travers notamment Dennis Oliech, qui s'illustre avec ses accélérations, laissant sur place les défenseurs merengues ou les coups de pied arrêtés. Dans le second acte, les Auxerrois reviennent bien, jusqu'au but de Cristiano Ronaldo. Puis deux autres buts de Benzema (notamment un sur une erreur de dégagement de Sorin) concluent cette lourde défaite (4-0). Encore une fois, l'adversaire n'a pas vraiment eu à élever son niveau, mais a su concrétiser ses occasions. Côté statistique, l'AJA a tiré 14 fois au but, pour seulement 4 cadrés, contre 11 pour le Real (5 cadrés) et une possession de 59 % pour ce dernier.
Lors de cette campagne européenne, l'expérience du haut niveau aura cruellement fait défaut à l'AJA. Contrairement à ses opposants, il lui a manqué des grands joueurs capables de faire la différence. De plus, Jean Fernandez n'a que rarement pu aligner son équipe type, la faute aux blessures. Le leitmotiv de celui-ci a toujours été de ne pas être ridicule et de bien représenter le football français. C'est chose faite, avec en prime deux exploits face au Zénith et à l'Ajax. En outre, les médias s'accordent pour dire que l'équipe n'a pas démérité et a montré un bel esprit, parfois supérieur aux deux autres équipes françaises engagées. L'AJA peut dorénavant se concentrer sur le championnat où la situation est compliquée puisqu'elle doit encore affronter de grands clubs jusqu'à la trêve tout en étant dans une situation inconfortable au classement. D'autant plus que Pedretti s'est blessé à Santiago Bernabéu pour un mois et manquera ces trois matchs. Les joueurs attendent avec impatience la deuxième partie de saison, pour ne plus jouer tous les trois jours, et espèrent un renfort au mercato. Après cette élimination, Jean Fernandez annonce comme l'objectif pour le reste de la saison, en plus de l'habituel maintien, de « Gagner la Coupe de la Ligue ».
En attendant, c'est Marseille qui se déplace sur les bords de l'Yonne. Auxerre peut compter sur les retours dans le groupe de Le Tallec et Berthod mais les olympiens sont très clairement favoris sur ce match. À tel point que le coach bourguignon déclare : « je ne vois pas comment on peut gagner ce soir ». Ceci se traduit sur le terrain puisqu'Auxerre est complètement dominée sur le début de match. Logiquement les phocéens ouvrent donc le score par l'intermédiaire de Rémy à la 8e minute. À la fin de la première période, Quercia, pris en sandwich, récolte un pénalty, transformé par Birsa. Double sanction puisque Mbia se fait en plus expulser. L'AJA joue ainsi 50 minutes en supériorité numérique. Ce qui lui permet de se reprendre. Les occasions s’enchaînent alors de part et d'autre. Le Tallec en profite pour faire son retour en fin de match après une absence de 3 mois. Les Icaunais tirent beaucoup au but mais ne parviennent pas à cadrer leurs tirs. L'arbitre siffle finalement sur ce score de 1-1.
Troisième match nul consécutif (sur des scores de 1-1) où l'AJA a concédé autant de fois l'ouverture du score. En effet, face à Montpellier, les Auxerrois arrachent un match nul inespéré grâce à Traoré, qui vient justement de prolonger son contrat jusqu’en 2014,.
Pour le dernier match de l'année, l'AJA se déplace à Lyon qui vise un titre de champion d'automne. Comme pour les deux derniers matchs, Olivier Sorin porte le brassard de capitaine à la suite de l'absence de Pedretti. Les Rhodaniens dominent logiquement et marquent à quelques secondes de la pause sur un coup franc consécutif à une faute inutile d'Oliech. Symbole de ses difficultés défensives actuelles, c'est Mignot qui dévie le ballon dans ses filets à la suite d'un cafouillage dans la surface. Mais quelques secondes après le retour des vestiaires, les visiteurs égalisent grâce à une passe décisive de ce même joueur pour Quercia. Pendant 15 minutes les Auxerrois poussent jusqu'à ce que les lyonnais se reprennent et tentent de reprendre l'avantage. Mais ce sont les joueurs de l'AJA qui ont la dernière occasion de faire le hold-up avec Chafni, auteur d'un bon match, qui ne parvient pas à tromper Lloris. Trois points pris sur les trois derniers matchs. L'équipe est satisfaite de ce total avec toutes ces blessures et l’accumulation des matchs tous les trois jours (29 matchs depuis le début de saison). L'AJA arrive à la trêve avec 23 points et une 14e place. Ce championnat très serré lui permet d'espérer mieux en deuxième partie de saison. En effet, la zone rouge est à 5 points, mais le podium n'est qu'à 8 unités.

### Mercato hivernal et reprise des compétitions
De nombreux joueurs étant en fin de contrat en juin prochain, le club a, au cours de cette première partie de saison, prolongé plusieurs joueurs de son effectif : Coulibaly (jusqu'en 2014), Traoré (2014) et Oliech (2013).
Déjà annoncé depuis plusieurs semaines, Auxerre engage dès les premières heures du mercato le sud-coréen Jung Jo-Gook, âgé de 26 ans, pour une durée de deux ans et demi (soit jusqu'en 2013),. En fin de contrat au FC Séoul, il devient le premier asiatique de l'histoire de l'AJA. On peut s'inquiéter d'un problème d'acclimatation entre Séoul et Auxerre. Mais son profil similaire à Jelen et son transfert gratuit ont persuadé les dirigeants de faire un pari sur ce joueur. Surnommé "Patriot" en raison de ses tirs surpuissants, il a marqué 38 buts en 158 rencontres avec son club précédent.
Un autre joueur dont l'arrivée était attendue, Dieylani Fall, signe un contrat de quatre ans et demi en provenance du ASC Diaraf. Couronné Champion du Sénégal en 2010, il en fut élu meilleur joueur lors de la phase retour. Considéré comme un des espoirs sénégalais, ces bonnes performances l'ont fait devenir international A.
En dehors des transferts, l'année 2011 débute comme 2010 s'est terminée, puisqu'avant même de reprendre la compétition, plusieurs joueurs se blessent : Mignot est out pour trois mois à cause d'une blessure au pied tandis qu'Oliech, Birsa et Contout ne sont pas disponibles pour le prochain match. Ndinga, qui devait revenir à la reprise est toujours convalescent.
Le premier match de l'année est un 32e de finale de Coupe de France qui oppose les Auxerrois aux amateurs de l'ES Wasquehal. Le match a lieu au Stadium Nord, à Villeneuve-d'Ascq. Les nordistes sont en CFA2, l'AJA est donc largement favorite à la qualification. La recrue sud-coréenne commence le match sur le banc. Les visiteurs commencent fort puisque dès les premières minutes, ils frappent la barre transversale puis ouvre score sur un but de Coulibaly. Quercia est tout près de doubler la mise en touchant le poteau. Mais les amateurs réagissent et se créent des occasions. 
Les bourguignons ne parvenant pas à se mettre à l'abri, l'entrée de Jung n'y changeant rien, c'est logiquement que Wasquehal égalise par l’intermédiaire du frère du Lillois Mathieu Debuchy, Grégoire Debuchy. Alors que l'on se dirige vers les prolongations, les Wasquehaliens créent la sensation en transformant un pénalty et éliminant ainsi le club professionnel. L'AJA fait partie des 
10 clubs de Ligue 1 éliminés dès les 32e (ce qui constitue un record).
Après ce malencontreux revers, l'AJA se doit de faire un résultat lors de la réception de Monaco, adversaire direct au maintien et qui vient de changer d’entraîneur. Les Auxerrois réalisent une bonne première période avec plusieurs occasions. À la demi-heure de jeu, Quercia ouvre logiquement la marque. Mais comme pour le dernier match face à Wasquehal, en ne réussissant pas à tuer le match, et même en subissant en seconde mi-temps, ils se font égaliser (1-1). Le retour de Jelen après plusieurs mois d'absence en fin de rencontre ne change pas le résultat. L'AJA reste donc sur 10 matchs sans victoire, toutes compétitions confondues.
Nouvelle désillusion en Coupe de la Ligue face à Marseille. En effet, l'AJA ne parvient toujours pas à gagner un match, mais contrairement au match de championnat un mois plus tôt, elle encaisse deux buts sans parvenir à en marquer. L'équipe s'incline donc 0-2 et, pour la quatrième fois (en plus de 1998, 2004 et 2008) est éliminée en demi-finale. Élimination logique, tant les Auxerrois ont semblé manquer de motivation. Il ne reste donc plus que le championnat à Auxerre qui doit se reprendre pour ne pas sombrer. De plus, Rémy Riou, titulaire depuis le début de la Coupe de la Ligue, se blesse pour six mois et Benoît Pedretti est indisponible pour le prochain match de Ligue 1.
Quelques jours plus tard, le staff médical annonce encore un forfait au milieu de terrain, celui de Traoré, qui est indisponible pour le déplacement à Caen. En ce qui concerne les transferts, Langil est prêté pour le reste de la saison à Valenciennes avec option d'achat. De son côté, Birsa, libre dans six mois, déclare vouloir quitte le club pour signer au Genoa. Il ajoute que si Auxerre n'accepte pas l'offre avant la fin du mercato, il « signera le 1er février pour la saison prochaine ». Dans le duel des mal classés, c'est Caen qui réussit à tirer son épingle du jeu avec une victoire méritée par deux buts à zéro. Avec la première titularisation de Jelen depuis plusieurs mois et l'absence de Birsa pour des raisons personnelles, les Auxerrois continuent à briller par leurs mauvaises performances. Moribonds depuis le début du match, l'ouverture du score caennaise n'a fait que renforcer cette sensation. L'équipe ne compte plus que 2 points d'avance sur la zone rouge après cette 21e journée.
À noter, la recrue sénégalaise Fall, qui a marqué deux buts en deux matchs avec la réserve auxerroise (en amical face à Troyes et en CFA contre Villefranche).
Afin de remplacer Rémy Riou, le club engage le jeune portier Brestois âgé de 22 ans, Simon Pontdemé. Jamais apparu en Ligue 1, il s'engage pour 1 an et demi en tant que joker médical alors que son contrat avec Brest se terminait au mois de juin.
Contre le leader Lillois, on annonce un match difficile pour les bourguignons. Cela se vérifie dès le début du match avec l'ouverture du score de Sow, déjà buteur à l'aller, d'une bicyclette. Mais en seconde période, alors que les lillois pensaient récupérer les trois points, les icaunais égalisent grâce à Dudka sur un but hors-jeu. Contrairement au match aller, où Sow avait marqué d'une position illégale, c'est Auxerre qui profite ici de l'arbitrage. Jelen, transparent tout au long du match, est sifflé lors de son remplacement.

### La descente aux enfers
Aux abords de la 23e journée, Nancy semble être un bon adversaire pour repartir sur une bonne dynamique puisque celui-ci n'a plus gagné depuis 4 journées et qu'Auxerre reste sur un nul face au leader. Avec une nouvelle absence, celle de Grichting, Bernard Itoua, joueur qui évolue habituellement en CFA, est titularisé en défense centrale. L'illusion est de courte durée puisque après 15 minutes de jeu, les icaunais sont déjà menés 2-0 par des Lorrains bien plus entreprenants. Hadji corse même l'addition, juste avant un but pour l'honneur de Jelen (3-1). L'AJA est désormais dix-septième, à une unité du premier relégable. Avec cette série qui se poursuit, même la lanterne rouge Arles-Avignon, prochain adversaire, apparaît comme un épouvantail.
Après le match nul contre Saint-Etienne (2-2), le 9 avril, l'A.J. Auxerre est dix-huitième du classement.
Une hécatombe de blessures vient compliquer la fin de saison : Grichting qui revient quelques minutes contre Saint-Etienne (le 9 avril) avant de ressortir sur blessure, Pédretti en délicatesse avec ses adducteurs apprend le 13 avril qu'il ne peut échapper à l'intervention chirurgicale (fin de saison terminée). Le même jour, Ndinga ressent une douleur à la cuisse le rendant forfait pour le prochain match contre Toulouse, Berthod s'annonce également absent 10 jours (adducteurs), et Mignot qui avait repris avec la réserve est ressorti après vingt minutes (vingt jours d'absence - adducteurs)...

### Une fin de saison plus tranquille
Après sa victoire 4-0 contre l'Olympique Lyonnais lors de la 35e journée, l'AJ Auxerre se pense sauvé. Mais le match nul à Valenciennes et la défaite contre Brest (Auxerre était invaincu depuis 9 matchs) fait que le club n'est pas encore maintenu à la dernière journée avec 46 points, bien qu'il faille une série de circonstances improbables pour retrouver le club en Ligue 2 l'année prochaine. Mais la victoire à Lorient (1-2) leur permet d'arracher une neuvième place inespérée au vu de la saison, le club n'ayant été dans la première partie de tableau que quatre fois sur les 38 journées du championnat.
Lors de cette fin de saison, l'AJA connait des remous internes avec une tentative de prise de pouvoir des "anciens" de l'AJA (Gérard Bourgoin, Guy Roux, Jean-Claude Hamel) contre le président Alain Dujon. Les historiques parviennent à remporter l'élection et Gérard Bourgoin est élu nouveau président de l'AJ Auxerre.

## Effectif de la saison
Notes : L'âge indiqué correspond à celui du joueur à la date du 7 août 2010, jour du premier match officiel.

1 : joueur arrivé lors du mercato hivernal.

2 : joueur parti en prêt lors du mercato hivernal.

## Transferts
| Été                  |               |                                |                        |                     |
| Nom                  | Nationalité   | Transfert                      | Provenance/Destination | Division            |
| Arrivées             |               |                                |                        |                     |
| Johnson Soumahoro    | Côte d'Ivoire | Premier contrat Pro            | AC Amiens              | CFA                 |
| Anthony Le Tallec    | France        | Transfert (3M€, 4 ans)         | Le Mans FC             | Ligue 2             |
| Frédéric Sammaritano | France        | Transfert (500 000 €, 3 ans)   | Vannes OC              | Ligue 2             |
| Retours de prêt      |               |                                |                        |                     |
| Gabriel Tamas        | Roumanie      | Retour de prêt                 | West Bromwich Albion   | Premier League      |
| Steeven Langil       | France        | Retour de prêt                 | SM Caen                | Ligue 2             |
| Lynel Kitambala      | France        | Retour de prêt                 | Dijon FCO              | Ligue 2             |
| Moussa Narry         | Ghana         | Retour de prêt                 | Le Mans FC             | Ligue 2             |
| Maxime Jasse         | France        | Retour de prêt                 | Dijon FCO              | Ligue 2             |
| Denis Petrić         | Slovénie      | Retour de prêt                 | SO Cassis Carnoux      | National            |
| Jérémy Huyghebaert   | Belgique      | Retour de prêt                 | KSV Roulers            | Jupiler Pro League  |
| Kevin Lejeune        | France        | Retour de prêt                 | FC Nantes              | Ligue 2             |
| Départs              |               |                                |                        |                     |
| Baptiste Martin      | France        | Transfert                      | KV Courtrai            | Jupiler Pro League  |
| Gabriel Tamas        | Roumanie      | Transfert                      | West Bromwich Albion   | Premier League      |
| Moussa Narry         | Ghana         | Transfert                      | Le Mans FC             | Ligue 2             |
| Kévin Malaga         | France        | Transfert                      |                        |                     |
| Denis Petrić         | Slovénie      | Transfert                      | FC Istres              | Ligue 2             |
| Lynel Kitambala      | France        | Transfert                      | FC Lorient             | Ligue 1             |
| Retours de prêt      |               |                                |                        |                     |
| Aurélien Capoue      | France        | Retour de prêt                 | FC Nantes              | Ligue 2             |
| Fins de Contrat      |               |                                |                        |                     |
| Daniel Niculae       | Roumanie      | Fin de contrat                 | AS Monaco              | Ligue 1             |
| Damien Dufour        | France        | Fin de contrat                 | LB Châteauroux         | Ligue 2             |
| Kevin Lejeune        | France        | Fin de contrat                 | Tours FC               | Ligue 2             |
| Robert Popov         | Macédoine     | Résiliation de contrat         |                        |                     |
| Prêts                |               |                                |                        |                     |
| David Camps          | France        | Prêt                           | US Luzenac             | National            |
| Hiver                |               |                                |                        |                     |
| Nom                  | Nationalité   | Transfert                      | Provenance/Destination | Division            |
| Arrivées             |               |                                |                        |                     |
| Dieylani Fall        | Sénégal       | Transfert (4 ans et demi)      | ASC Diaraf             | Ligue 1 Sénégalaise |
| Simon Pontdemé       | France        | Transfert (1 ans et demi)      | Stade brestois         | Ligue 1             |
| Fins de Contrat      |               |                                |                        |                     |
| Jo-Gook Jung         | Corée du Sud  | Fin de contrat (2 ans et demi) | FC Séoul               | K-League            |
| Départs              |               |                                |                        |                     |
| Fins de Contrat      |               |                                |                        |                     |
| Jérémy Huyghebaert   | Belgique      | Fin de contrat                 | FC Malines             | Jupiler Pro League  |
| Prêts                |               |                                |                        |                     |
| Steeven Langil       | France        | Prêt                           | Valenciennes FC        | Ligue 1             |

## Rencontres de la saison

### Matchs amicaux
L'AJA reprend l'entraînement le 28 juin, suivi d'un stage en Allemagne du 4 au 10 juillet. Puis les joueurs auxerrois ont six matchs de préparation avant le début des compétitions officielles.
| Date       | Adversaire             | Lieu           | Résultat | Buteurs pour l'AJA         | Affluence |
| ---------- | ---------------------- | -------------- | -------- | -------------------------- | --------- |
| 9 juillet  | FC Sarrebruck (D3)     | Sarrebruck     | 2 - 2    | Le Tallec 35e, Quercia 56e | 2 000     |
| 14 juillet | Tours FC (L2)          | Montargis      | 1 - 0    | Le Tallec 39e              | -         |
| 17 juillet | ESTAC (L2)             | Migennes       | 0 - 0    |                            | -         |
| 21 juillet | US Créteil (National)  | Malesherbes    | 1 - 2    | Birsa 17e (pen.)           | -         |
| 24 juillet | Standard de Liège (D1) | La Louvière    | 1 - 2    | Jelen 53e, Hengbart 54e    | 5 000     |
| 31 juillet | FC Kaiserslautern (D1) | Kaiserslautern | 3 - 1    | Birsa 10e                  | 23 000    |

### Ligue 1
| Date         | N o | Adversaire             | Lieu | Résultat | Buteurs pour l'AJA                               | Points | Place | Public |
| ------------ | --- | ---------------------- | ---- | -------- | ------------------------------------------------ | ------ | ----- | ------ |
| 7 août       | 1   | FC Lorient             | Dom  | 2 - 2    | Pedretti 20e, Le Tallec 58e                      | 1      | 7e    | 8 958  |
| 14 août      | 2   | Stade brestois         | Ext. | 1 - 1    | Pedretti 83e                                     | 2      | 12e   | 12 209 |
| 21 août      | 3   | Valenciennes FC        | Dom. | 1 - 1    | Jelen 69e                                        | 3      | 14e   | 8 020  |
| 29 août      | 4   | AS Monaco FC           | Ext. | 2 - 0    |                                                  | 3      | 19e   | 6 677  |
| 11 septembre | 5   | SM Caen                | Dom. | 1 - 1    | Pedretti 19e                                     | 4      | 17e   | 8 956  |
| 19 septembre | 6   | Lille OSC              | Ext. | 1 - 0    |                                                  | 4      | 19e   | 14 827 |
| 25 septembre | 7   | AS Nancy-Lorraine      | Dom. | 2 - 2    | Oliech 1re, 11e                                  | 5      | 17e   | 7 664  |
| 2 octobre    | 8   | AC Arles-Avignon       | Ext. | 0 - 4    | Traoré 18e, Pedretti 44e, Contout 58e, Birsa 82e | 8      | 14e   | 12 459 |
| 16 octobre   | 9   | Girondins de Bordeaux  | Dom. | 0 - 1    |                                                  | 8      | 17e   | 10 270 |
| 24 octobre   | 10  | Paris Saint-Germain    | Ext. | 2 - 3    | Mignot 3e, Contout 11e, Quercia 24e              | 11     | 15e   | 27 523 |
| 30 octobre   | 11  | OGC Nice               | Dom. | 2 - 0    | Birsa 43e, Pedretti 78e                          | 14     | 11e   | 9 286  |
| 6 novembre   | 12  | FC Sochaux-Montbéliard | Ext. | 1 - 1    | Sammaritano 24e                                  | 15     | 13e   | 11 020 |
| 14 novembre  | 13  | Stade rennais          | Dom. | 2 - 1    | Birsa 67e, Quercia 86e                           | 18     | 9e    | 9 089  |
| 20 novembre  | 14  | AS Saint-Étienne       | Ext. | 1 - 1    | Mignot 28e                                       | 19     | 9e    | 21 830 |
| 28 novembre  | 15  | Toulouse FC            | Dom. | 1 - 2    | Traoré 56e                                       | 19     | 13e   | 10 326 |
| 4 décembre   | 16  | RC Lens                | Ext. | 1 - 1    | Mignot 87e                                       | 20     | 13e   | 27 147 |
| 11 décembre  | 17  | Olympique de Marseille | Dom. | 1 - 1    | Birsa 40e (pen.)                                 | 21     | 14e   | 16 104 |
| 18 décembre  | 18  | Montpellier HSC        | Ext. | 1 - 1    | Traoré 76e                                       | 22     | 13e   | 14 842 |
| 22 décembre  | 19  | Olympique lyonnais     | Ext. | 1 - 1    | Quercia 46e                                      | 23     | 14e   | 38 838 |
| 15 janvier   | 20  | AS Monaco FC           | Dom. | 1 - 1    | Quercia 26e                                      | 24     | 14e   | 9 319  |
| 29 janvier   | 21  | SM Caen                | Ext. | 2 - 0    |                                                  | 24     | 15e   | 13 224 |
| 6 février    | 22  | Lille OSC              | Dom. | 1 - 1    | Dudka 86e                                        | 25     | 15e   | 10 965 |
| 12 février   | 23  | AS Nancy-Lorraine      | Ext. | 3 - 1    | Jelen 55e                                        | 25     | 17e   | 14 102 |
| 19 février   | 24  | AC Arles-Avignon       | Dom. | 1 - 1    | Jelen 84e                                        | 26     | 16e   | 10 316 |
| 26 février   | 25  | Girondins de Bordeaux  | Ext. | 3 - 0    |                                                  | 26     | 17e   | 23 105 |
| 5 mars       | 26  | Paris Saint-Germain    | Dom. | 1 - 0    | Chafni 86e                                       | 29     | 16e   | 12 045 |
| 12 mars      | 27  | OGC Nice               | Ext. | 1 - 0    |                                                  | 29     | 18e   | 7 582  |
| 19 mars      | 28  | FC Sochaux-Montbéliard | Dom. | 2 - 0    | Jelen 18e 64e                                    | 32     | 17e   | 16 213 |
| 2 avril      | 29  | Stade rennais          | Ext. | 0 - 0    |                                                  | 33     | 17e   | 27 743 |
| 9 avril      | 30  | AS Saint-Étienne       | Dom. | 2 - 2    | Oliech 42e, Dudka 80e                            | 34     | 18e   | 17 298 |
| 16 avril     | 31  | Toulouse FC            | Ext. | 0 - 1    | Dudka 90+2e                                      | 37     | 15e   | 33 853 |
| 24 avril     | 32  | RC Lens                | Dom. | 1 - 1    | Boly 6e                                          | 38     | 16e   | 12 980 |
| 1er mai      | 33  | Olympique de Marseille | Ext. | 1 - 1    | Jung 77e                                         | 39     | 15e   | 53 578 |
| 7 mai        | 34  | Montpellier HSC        | Dom. | 1 - 0    | Contout 79e                                      | 42     | 13e   | 13 004 |
| 11 mai       | 35  | Olympique lyonnais     | Dom. | 4 - 0    | Oliech 20e, Traoré 45+1e 50e, Hengbart 79e       | 45     | 10e   | 12 007 |
| 15 mai       | 36  | Valenciennes FC        | Ext. | 1 - 1    | Jung 87e                                         | 46     | 11e   | 12 079 |
| 21 mai       | 37  | Stade brestois         | Dom. | 0 - 1    |                                                  | 46     | 12e   | 11 922 |
| 29 mai       | 38  | FC Lorient             | Ext. | 1 - 2    | Ecuele Manga 25e (csc), Birsa 49e                | 49     | 9e    | 15 750 |

### Ligue des champions

#### Tour de barrages pour non-champions
La troisième place décrochée la saison passée permet à l'AJA de disputer le tour de barrages de la Ligue des champions. Cependant, à la suite de l'absence du club sur la scène européenne pendant plusieurs saisons, il doit affronter une tête de série.
Le tirage a lieu le 6 août 2010 à Nyon, siège de l'UEFA. Il désigne le club du Zénith Saint-Pétersbourg. Les matchs du tour préliminaire se déroulent les 17 et 25 août et Auxerre se qualifie pour la suite de la compétition. 
| Pays | Club                     | Aller | Total | Retour | Club       | Pays |
| ---- | ------------------------ | ----- | ----- | ------ | ---------- | ---- |
|      | Zénith Saint-Pétersbourg | 1 - 0 | 1 - 2 | 0 - 2  | AJ Auxerre |      |

#### Phase de groupes
L'AJA est placée dans le quatrième chapeau pour le tirage au sort des groupes qui se déroule le 26 août 2010 à Monaco. Elle tombe dans un groupe G a priori très difficile, composé du Milan AC, du Real Madrid et de l'Ajax Amsterdam. Sans surprise, Auxerre termine 4e et est éliminée de toute compétitions européennes pour cette saison.
| Rang | Équipe         | Pts | J | G | N | P | Bp | Bc | Diff |  | Résultats (▼ dom., ► ext.) |     |     |     |     |
| ---- | -------------- | --- | - | - | - | - | -- | -- | ---- |  | -------------------------- | --- | --- | --- | --- |
| 1    | Real Madrid    | 16  | 6 | 5 | 1 | 0 | 15 | 2  | +13  |  | Real Madrid                |     | 2-0 | 2-0 | 4-0 |
| 2    | Milan AC       | 8   | 6 | 2 | 2 | 2 | 7  | 7  | 0    |  | Milan AC                   | 2-2 |     | 0-2 | 2-0 |
| 3    | Ajax Amsterdam | 7   | 6 | 2 | 1 | 3 | 6  | 10 | -4   |  | Ajax Amsterdam             | 0-4 | 1-1 |     | 2-1 |
| 4    | AJ Auxerre     | 3   | 6 | 1 | 0 | 5 | 3  | 12 | -9   |  | AJ Auxerre                 | 0-1 | 0-2 | 2-1 |     |

### Coupe de la Ligue
L'AJ Auxerre en tant qu'européen est exempt des seizièmes de finale de la Coupe de la Ligue. De plus, Auxerre est tête de série (ayant fini troisième du dernier exercice) et ne peut donc pas rencontrer l'une des trois autres équipes s'étant classées dans les quatre premières places du championnat de la saison passée (Lyon, Marseille et Lille). Cette année, le système de tête de série est supprimé pour les quarts de finale.
| Date       | Tour               | Adversaire             | Lieu | Résultat | Buteurs pour l'AJA                            | Affluence |
| ---------- | ------------------ | ---------------------- | ---- | -------- | --------------------------------------------- | --------- |
| 27 octobre | Huitième de finale | SC Bastia (Nat.)       | Dom. | 4 - 0    | Quercia 8e, Sammaritano 24e 78e, Hengbart 68e | 7 557     |
| 9 novembre | Quart de finale    | AS Saint-Étienne       | Dom. | 2 - 0    | Pedretti 16e (pen.), Dudka 48e (pen.)         | 7 906     |
| 19 janvier | Demi-finale        | Olympique de Marseille | Dom. | 0 - 2    |                                               | 17 025    |

### Coupe de France
| Date      | Tour                      | Adversaire          | Lieu | Résultat | Buteurs pour l'AJA | Public |
| --------- | ------------------------- | ------------------- | ---- | -------- | ------------------ | ------ |
| 8 janvier | Trente-deuxième de finale | ES Wasquehal (CFA2) | Ext. | 2 - 1    | Coulibaly 12e      |        |

## Autres équipes

### CFA

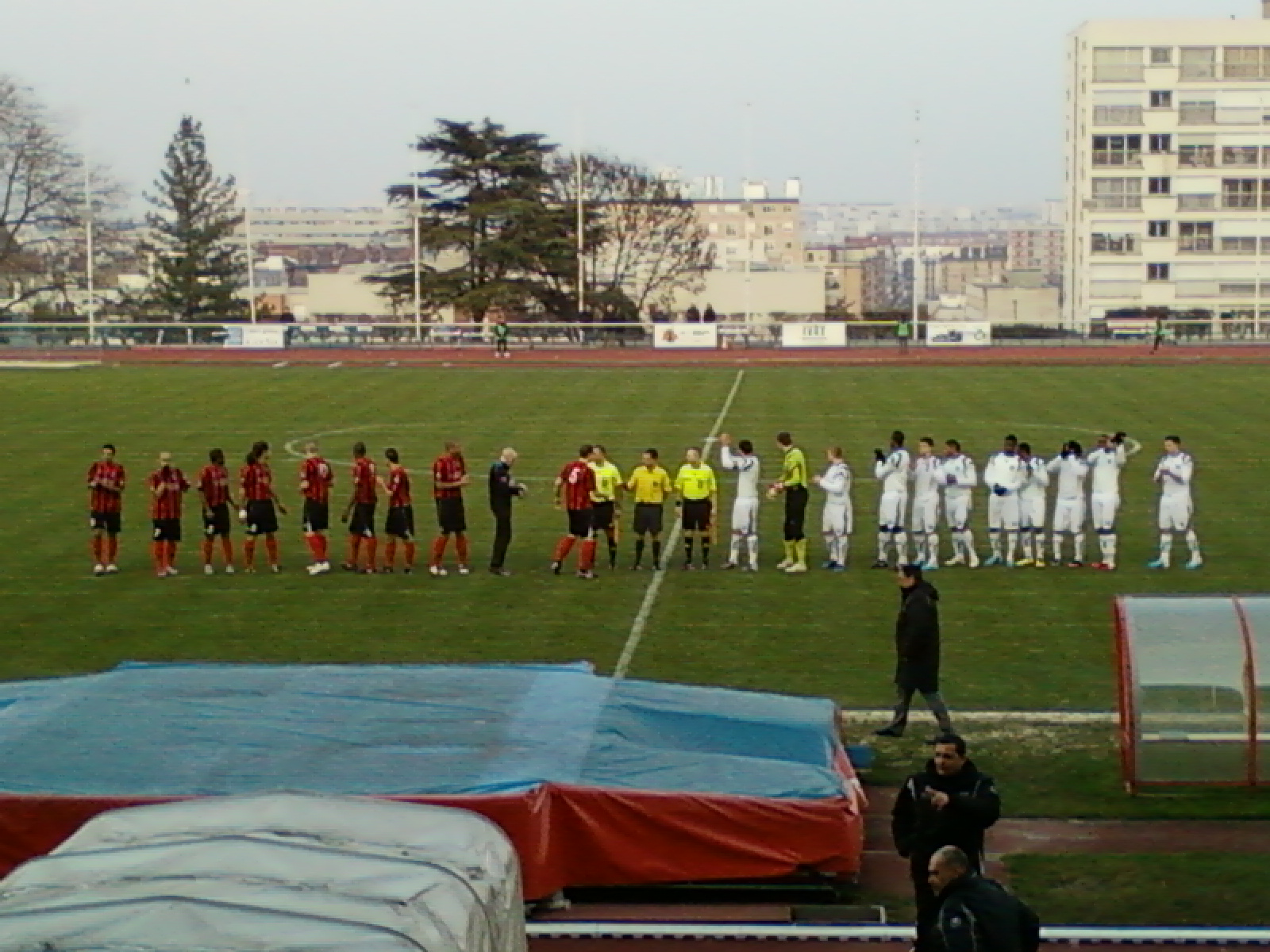
L'équipe réserve (en blanc) lors du match contre l'US Ivry du 5 mars 2011

| Date         | N o | Adversaire                    | Lieu | Résultat | Buteurs pour l'AJA                    |
| ------------ | --- | ----------------------------- | ---- | -------- | ------------------------------------- |
| 8 août       | 1   | SAS Épinal                    | Dom  | 2 - 2    | Sanogo 22e, Kitambala 37e             |
| 15 août      | 2   | Exempt                        | Dom. |          |                                       |
| 21 août      | 3   | Besançon RC                   | Ext. | 0 - 0    |                                       |
| 29 août      | 4   | ASM Belfort                   | Dom. | 1 - 1    | Traoré 80e                            |
| 5 septembre  | 5   | Paris Saint-Germain (rés.)    | Ext. | 0 - 0    |                                       |
| 12 septembre | 6   | US Ivry                       | Dom. | 1 - 2    | Szczepaniak 46e                       |
| 18 septembre | 7   | FC Mulhouse                   | Ext. | 0 - 2    | Traoré 58e 90+4e                      |
| 26 septembre | 8   | AS Lyon-Duchère               | Dom. | 2 - 0    | Andrianantenaina 55e, Bourgeois 90+2e |
| 10 octobre   | 9   | FC Sochaux-Montbéliard (rés.) | Ext. | 2 - 0    |                                       |
| 24 octobre   | 10  | AS Nancy-Lorraine (rés.)      | Dom. | 1 - 3    | Itoua 20e                             |
| 6 novembre   | 11  | US Raon-l'Étape               | Ext. | 0 - 0    |                                       |
| 14 novembre  | 12  | Jura Sud Foot                 | Dom. | 3 - 0    | Sidibé 7e 54e, Itoua 11e (pen.)       |
| 27 novembre  | 13  | CS Louhans-Cuiseaux           | Ext. | 2 - 0    | Puyo 35e 64e                          |
| 12 décembre  | 14  | FC Bourg-Péronnas             | Dom. | 1 - 1    | Ntep 4e                               |
| 9 janvier    | 15  | Monts d'Or Azergues Foot      | Ext. | 1 - 3    | Boly 1re, Szczepaniak 7e, Oliech 90e  |
| 16 janvier   | 16  | CSO Amnéville                 | Dom. | 0 - 1    |                                       |
| 29 janvier   | 17  | FC Villefranche Beaujolais    | Ext. | 1 - 2    | Boly 24e, Fall 51e                    |
| 5 février    | 18  | Exempt                        | Ext. |          |                                       |
| 13 février   | 19  | Besançon RC                   | Dom. | 0 - 2    |                                       |
| 19 février   | 20  | ASM Belfort                   | Ext. | 0 - 1    | Kaba 94e                              |
| 27 février   | 21  | Paris Saint-Germain (rés.)    | Dom. | 4 - 2    | Fall 6e 41e, Itoua 54e 78e            |
| 5 mars       | 22  | US Ivry                       | Ext. | 0 - 0    |                                       |
| 13 mars      | 23  | FC Mulhouse                   | Dom. |          |                                       |
| 19 mars      | 24  | AS Lyon-Duchère               | Ext. |          |                                       |
| 27 mars      | 25  | FC Sochaux-Montbéliard (rés.) | Dom. |          |                                       |
| 3 avril      | 26  | AS Nancy-Lorraine (rés.)      | Ext. |          |                                       |
| 10 avril     | 27  | US Raon-l'Étape               | Dom. |          |                                       |
| 16 avril     | 28  | Jura Sud Foot                 | Ext. |          |                                       |
| 24 avril     | 29  | CS Louhans-Cuiseaux           | Dom. |          |                                       |
| 30 avril     | 30  | FC Bourg-Péronnas             | Ext. |          |                                       |
| 8 mai        | 31  | Monts d'Or Azergues Foot      | Dom. |          |                                       |
| 14 mai       | 32  | CSO Amnéville                 | Ext. |          |                                       |
| 21 mai       | 33  | FC Villefranche Beaujolais    | Dom. |          |                                       |
| 28 mai       | 34  | SAS Épinal                    | Ext. |          |                                       |

### CFA 2
| Date         | N o | Adversaire            | Lieu | Résultat | Buteurs pour l'AJA                       |
| ------------ | --- | --------------------- | ---- | -------- | ---------------------------------------- |
| 22 août      | 1   | Vesoul HSF            | Dom  | 1 - 1    | Auras 57e                                |
| 28 août      | 2   | ES Troyes AC (rés.)   | Ext. | 2 - 1    | Auras 66e                                |
| 5 septembre  | 3   | RC Strasbourg (rés.)  | Dom. | 0 - 0    |                                          |
| 11 septembre | 4   | Jarville JF           | Ext. | 1 - 0    |                                          |
| 26 septembre | 5   | Vauban Strasbourg     | Dom. | 5 - 1    | Diallo 41e 53e 55e, Auras 48e, Hezmi 80e |
| 9 octobre    | 6   | Dijon FCO (rés.)      | Ext. | 2 - 1    | Diallo 70e                               |
| 24 octobre   | 7   | SC Selongey           | Dom. | 3 - 0    | Bellay 54e, Cissokho 62e (pen.) 68e      |
| 6 novembre   | 8   | FC Saint-Louis Neuweg | Ext. | 1 - 0    |                                          |
| 13 novembre  | 9   | AS Illzach Modenheim  | Dom. | 2 - 2    | Diallo 42e, Cissokho 90+3e (pen.)        |
| 27 novembre  | 10  | US Sarre-Union        | Dom. | 1 - 1    | Diallo 48e                               |
| 26 février   | 11  | SC Schiltigheim       | Ext. | 2 - 1    | Nyamwisi 36e                             |
| 22 janvier   | 12  | US Forbach            | Dom. | 3 - 1    | Nyamwisi 72e, Sissokho 76e, Lemaigre 78e |
| 15 janvier   | 13  | Jura Dolois           | Ext. | 2 - 0    |                                          |
| 29 janvier   | 14  | CO St Dizier          | Dom. | 1 - 1    | Diallo 78e                               |
| 5 février    | 15  | SR Saint-Dié          | Ext. | 1 - 1    | Diallo 45e                               |
| 13 février   | 16  | ES Troyes AC (rés.)   | Dom. | 1 - 1    | Madeira 20e                              |
| 20 février   | 17  | RC Strasbourg (rés.)  | Ext. | 1 - 0    |                                          |
| 6 mars       | 18  | Jarville JF           | Dom. | 2 - 0    | Touré                                    |
| 12 mars      | 19  | Vauban Strasbourg     | Ext. |          |                                          |
| 20 mars      | 20  | Dijon FCO (rés.)      | Dom. |          |                                          |
| 26 mars      | 21  | SC Selongey           | Ext. |          |                                          |
| 3 avril      | 22  | FC Saint-Louis Neuweg | Dom. |          |                                          |
| 9 avril      | 23  | AS Illzach Modenheim  | Ext. |          |                                          |
| 16 avril     | 24  | US Sarre-Union        | Ext. |          |                                          |
| 1er mai      | 25  | SC Schiltigheim       | Dom. |          |                                          |
| 7 mai        | 26  | US Forbach            | Ext. |          |                                          |
| 15 mai       | 27  | Jura Dolois           | Dom. |          |                                          |
| 21 mai       | 28  | CO St Dizier          | Ext. |          |                                          |
| 29 mai       | 29  | SR Saint-Dié          | Dom. |          |                                          |
| 4 juin       | 30  | Vesoul HSF            | Ext. |          |                                          |